# Fabrice Du Welz
Fabrice Du Welz (Bruxelles, 21 ottobre 1972) è un regista e sceneggiatore belga.

## Biografia
Fabrice Du Welz è nato il 21 ottobre del 1972. Dopo aver studiato dai gesuiti, si è perfezionato al conservatorio di Arti Drammatiche di Liegi e presso l'INSAS, l'Istituto di formazione cinematografica di Bruxelles. A partire dal 1990 ha diretto numerosi film in formato Super 8. Nel 1999 ha diretto il cortometraggio Quand On Est Amoureux C'est Merveilleux, che ha vinto il Gran Premio del Festival di Gerardmer nel 2001. Esordisce nel longometraggio a 25 anni nel 2004 con Calvaire, film interpretato da Laurent Lucas e Jackie Berroyer, selezionato alla Semaine de la Critique del Festival di Cannes edizione 2005. Inizialmente Du Welz pensa di realizzare un survival horror, per poi in realtà virare verso qualcosa di più ambizioso, che combini horror, commedia e cinema grottesco così da ricavarne ciò che lui stesso ha definito "poesia macabra"
Nel 2008 Du Welz dirige Vinyan, il suo secondo film, interpretato da Emmanuelle Béart e Rufus Sewell. Il film viene girato in Thailandia e selezionato per il concorso ufficiale alla Mostra del Cinema di Venezia nel 2008
Nel 2014, si è dedicato alla regia dell'action Colt 45, la cui sceneggiatura viene scritta da Fathi Beddiar. Il film è interpretato da Gérard Lanvin e Joeystarr, con la produzione di Thomas Langmann che non è riuscito a garantire il budget previsto, costringendo il regista a cancellare scene importanti che erano a quel punto considerate troppo costose. Inoltre, i due interpreti si sono rifiutati di tornare sul set dal momento in cui era presente anche Du Welz. Il regista ha dichiarato "La realizzazione di questo film mi ha quasi rovinato" perché il set era diventato un vero e proprio "ambiente tossico".
Proprio a causa della travagliata produzione del film precedente Du Welz si è dedicato successivamente ad un progetto più intimo, The Lonely Hearts Killers uscito nel 2014 ma distribuito in Italia nel 2021 direttamente in home-video. Il film è un libero adattamento di The Honeymoon Killers, il film diretto da Leonard Kastle nel 1970 ed è interpretato da Laurent Lucas e Lola Dueñas. Il film è stato selezionato per la Quinzaine des realisateurs a Cannes nel 2014.
Nel 2015 ha diretto Message from the King prodotto da David Lancaster (Drive, Whiplash, Nightcrawler) e Stephen Cornwell (A Most Wanted Man) e girato a Los Angeles. Interpretato da Chadwick Boseman, Luke Evans, Teresa Palmer, Alfred Molina e Natalie Martinez è stato presentato in anteprima l'8 settembre 2016 al Toronto International Film Festival 2016 e successivamente distribuito per la piattaforma Netflix.
Il film successivo, Adorazione, è uscito nel 2019. Ha ricevuto il Premio André Cavens per il miglior film dalla Belgian Film Critics Association (UCC) All'undicesima edizione dei Magritte Awards, il film è stato candidato per sei premi, tra cui il miglior film e la migliore sceneggiatura originale scritta dallo stesso Du Welz.
Nel 2021 Fabrice Du Welz dirige Inexorable, presentato in anteprima al Toronto Film Festival 2021. Interpretato da Alba Gaïa Bellugi e da Benoît Poelvoorde è un film che lo stesso Du Welz ha definito ispirato ai thriller erotici degli anni novanta, oltre che dedicato alla Gene Tierney di Femmina folle, personaggio che ha utilizzato come ispirazione per la follia selvaggia di Gloria, la ragazza interpretata in Inexorable da Alba Gaia Bellugi.

## Filmografia

### Regia
- Folles aventures de Thierry Van Hoost – cortometraggio (1997)
- Quand on est amoureux c'est merveilleux – cortometraggio (1999)
- Calvaire (2004)
- Vinyan (2008)
- Colt 45 (2014)
- The Lonely Hearts Killers (Alleluia) (2014)
- Message from the King (2016)
- Adorazione (Adoration) (2019)
- Inexorable (2021)
- La passion selon Béatrice (2024)
- Maldoror (2024)